# کرانه رودخانه

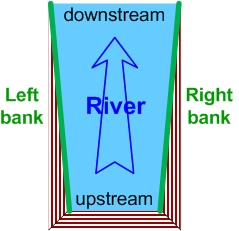
طرح‌وارهای از ساحل‌رود چپ و راست

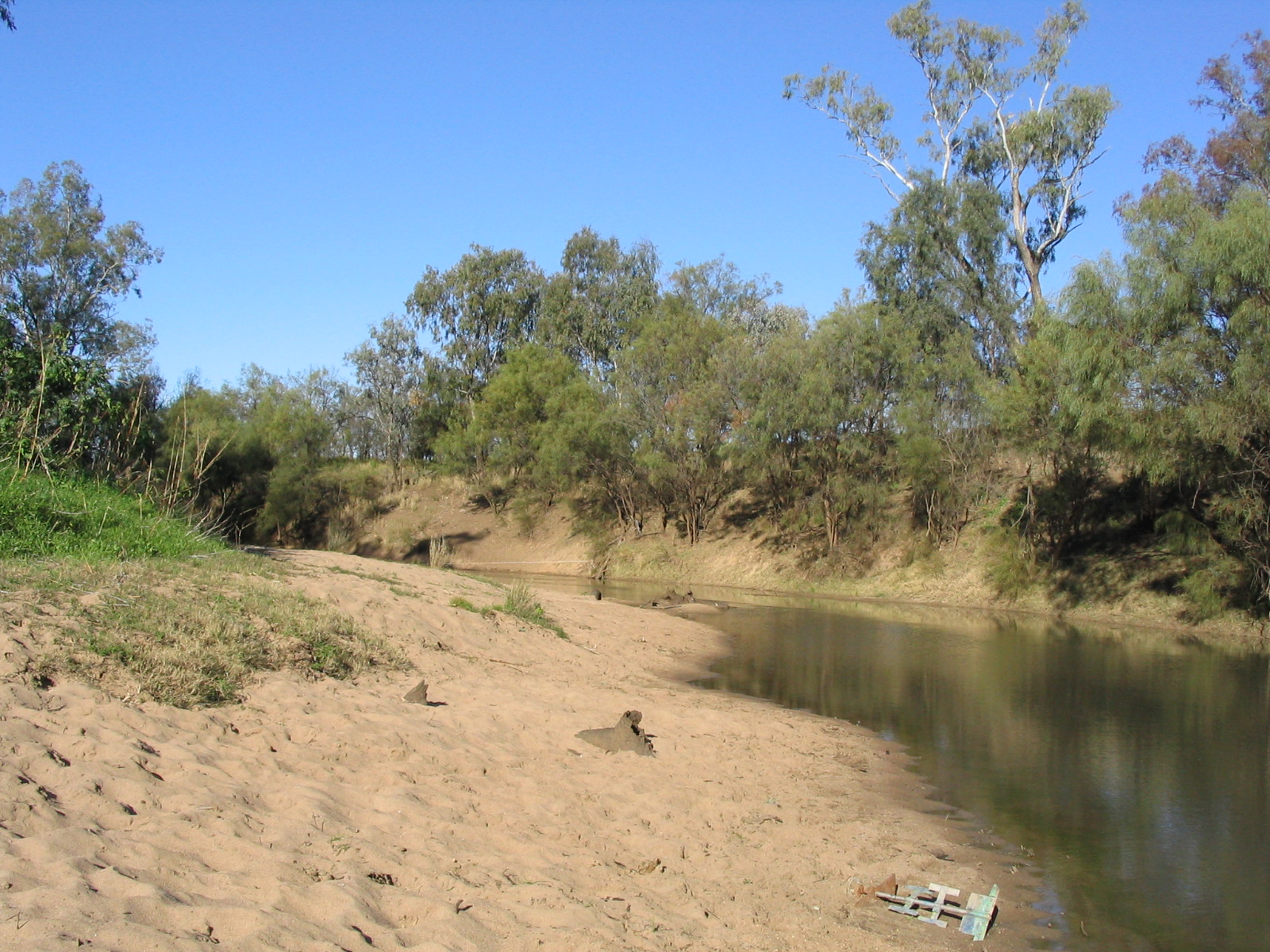
سد نقطه‌ای شیب‌دار و شنی (سمت نزدیک) و ساحل‌رود برشی (سمت دور) در رودخانه نائومی، نیو ساوت ولز، استرالیا. این دو تشکیل ساحل‌رود یک رودخانه را می‌دهند.

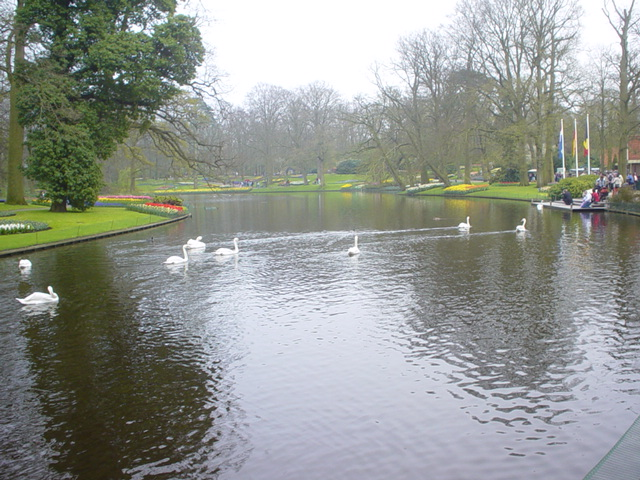
دریاچه مصنوعی در کوکنهوف با ساحل‌رود چمنی.

در جغرافیا، کرانه رودخانه یا ساحل رود (به انگلیسی: Bank) زمینی است که در طول پیکره‌ای از آب قرار دارد. در شاخه‌های مختلف جغرافیا، به سازه‌های مختلفی ساحل‌رود می‌گویند که در ادامه بحث خواهد شد.
در آبگیرشناسی (مطالعه آب‌های درون سرزمینی)، جریان کرانه رودخانه‌ای، خشکی است که در طول بستری از رود، نهر یا جویبار قرار دارد. چنین ساحل‌رودی شامل دو سمت یک آبراهه است که جریان را در خود احاطه کرده باشد. ساحل‌رودهای جریانی در بحث رسوب رودخانه‌ای در جغرافیا به‌طور ویژه مورد توجه اند. در بحث ساحل‌رودهای جریانی، فرآیندهای مرتبط با رودخانه‌ها، جریان‌ها و رسوب‌گذاری و زمین‌چهر ایجاد شده توسط آن‌ها نیز مورد مطالعه واقع می‌گردد. تخلیه بار کامل، تخلیه‌ای است که جهت پر کردن کانال و سرریز شدنش در حد کفایت بزرگ باشد.
عبارات توصیفی کرانه چپ رودخانه و کرانه راست رودخانه به چشم‌انداز یک ناظر اشاره می‌کند که در جهت پایین-رفت جریان نگاه می‌کند. مثال شناخته شده‌ای از این حالت زمانی است که به رودخانه سن در پاریس به همین ترتیب نگاه کنیم و پاریس را توسط این رودخانه به بخش‌های مذکور تقسیم‌بندی کنیم. کرانه آبگیر، باتلاق، پای‌رود، خزانه‌ها یا دریاچه‌ها نیز در آبگیرشناسی مورد توجه و علاقه اند و گاهی به آن‌ها نیز ساحل‌رود می‌گویند. درجه شیب تمام این ساحل‌رودها یا کرانه‌ها ممکن است از حالت عمودی تا شیب کم متغیر باشند.
در بوم‌شناسی آب‌های شیرین، ساحل‌رودها به عنوان مکان زیستگاه کنار رودخانه‌ای مورد توجه قرار می‌گیرند. نواحی کناررودخانه‌ای (به انگلیسی: Riparian Zones) در طول بالا-زمین و پایین-زمین رودخانه و بسترهای جریانی پدیدار می‌گردند. به همین ترتیب، بوم‌شناسی مرتبط با یک مرداب، باتلاق، لجن زار یا پای‌رود را بگاهی به آن ساحل‌رود هم گفته می‌شود نیز در بوم‌شناسی آب‌های شیرین مورد مطالعه واقع می‌شوند.
به ساحل‌رودها در ناوبری نیز توجه می‌شود. در ناوبری، ساحل‌رود ممکن است به جزیره سدی یا یک فلات ادغام شده، چون ساحل‌رود اقیانوسی اشاره داشته باشد. یک جزیره سدکننده، جزیره طولانی و باریکی است که از شن تشکیل شده و بین یک جزیره کولابی یا دریاراه و اقیانوس سد ایجاد می‌کند. فلات ادغم شده بخشی از کف مرتفع دریا است که روی آن مسطح بوده و دارای عمق کم (عموماً کمتر از ۲۰۰ متر) بوده و عموماً روی فلات قاره یا نزدیک یک جزیره واقع است.

## واژه‌شناسی
واژۀ «کرانه» از دهه‌های گذشته به طور رسمی برای کرانه باختری رود اردن به کار می‌رود. 
کاربرد واژه ساحل‌رود در ادبیات فارسی:
بیتی از دیوان حافظ:
ای صبا گر بگذری بر ساحل رود ارس
بوسه زن بر خاک آن وادی و مشکین کن نفس

## جستارهای بیشتر
- کرانه باختری رود اردن